# Nesebăr
Nesebăr (în bulgară Несебър) este un oraș si stațiune turistică în regiunea Burgas din Bulgaria, situat la circa 35 km nord de Burgas. Este amplasat pe o peninsulă lungă de 850 m și lată de 350 m, în care se ajunge printr-un istm. În timpul existenței sale îndelungate, și-a pierdut 1/3 din teritoriu, fiind acoperit de mare. Sub apă, la 80 de metri distanță de țărm, încă se pot vedea rămășițele zidurilor fortăreței. În prezent se află conservat doar zidul de vest cu poarta, care apără orașul de continent.

## Istorie
Numit, în mod constant, „Perlă a Mării Negre” și „Dubrovnik al Bulgariei”, Nesebăr este o cetate -muzeu bogată în istorie care se întinde peste trei milenii.
Nesebăr este unul dintre cele mai vechi orașe din Europa, construit pe vechile ruine ale așezării trace Mesambria. A fost denumit „Melsambria”, adică „orașul lui Melsa”, probabil întemeietorul așezării, și a fost dat de greci atunci când au colonizat așezarea în anul 510 î.Hr.. Apoi, a purtat denumirea de „Mesambria”. Patronul orașului a fost ales zeul Apollo, grecii construind un templu și un teatru în onoarea sa. În Evul Mediu, era cunoscut și sub denumirea de „Mesamvria”. Aici au fost bătute monede de bronz și de argint, din secolul al V-lea î.Hr., iar din secolul al III-lea î.Hr. au început să fie bătute monede de aur. Orașul a fost cucerit de romani în 71 î.Hr. și și-a menținut privilegiile, inclusiv cel de emitere de monede. Romanii au instalat la Mesembria o garnizoană puternică, iar localitatea a devenit o așezare foarte importantă în epocă. A început din nou să joace un rol mai mare în secolele al III-lea și al IV-lea. În jurul anului 680 Nesebăr a devenit un centru episcopal, iar în secolele al VII-lea-al VIII-lea a devenit un important și puternic port bizantin. În anul 812, hanul protobulgar Krum a cucerit orașul. Din secolul al XI-lea numele slav de Nesebăr a fost folosit în locul numelui de Mesambria / Mesemvria.
Poziția strategică a favorizat orașul și în timpul celui de al doilea Țarat Bulgar. Vârful dezvoltării sale a fost în perioada domniei lui Alexandru I, când orașul a fost unul dintre cele mai importante centre ale statului bulgar și când s-au construit noi biserici.
În 1366 orașul a fost cucerit de cruciații conduși de Amédée al VI-lea de Savoie, care l-au predat bizantinilor.
Cronicile din Mesambria ne dau informații despre perioada când orașul a fost subjugat de către turci în 1396, iar în 1453 a căzut total sub Imperiul Otoman, cu capitala la Constantinopole. Orașul și-a păstrat importanța ca port de-a lungul dominației turce. Au fost construite nave și s-a făcut comerț cu grâne și lemn. După eliberare, Nesebăr s-a transformat într-un mic oraș de pescari. În timpul existenței sale, orașul a găzduit și un episcop, fiind și centru episcopal.
În 1956 orașul a fost proclamat rezervație arhitecturală și arheologică. Ruinele antice ale zidurilor fortificate, cu porți, care datează din secolele III-IV, bisericile din secolele V-VI, cele păstrate din secolele X-XI, din perioada medievală și cele 60 de case din perioada renașterii dau orașului și în prezent o atmosferă cu totul specială. 
Legendele spun că în timpul existenței sale, în Nesebăr au existat peste 40 de biserici. În prezent există însă date certe doar pentru 26 dintre ele. Moștenirea culturală a vechiului oraș poate fi observată de turiști în cele patru muzee existente: de arheologie, etnografic, Biserica Sf. Ștefan care conține fresce din perioada secolelor 11-17 și Biserica Sf. Spas care conține fresce din secolul 17.
Din 1983 orașul vechi din Nesebăr este înscris în patrimoniul mondial UNESCO.

## Demografie
Componența etnică a orașului Nesebăr
     Bulgari (87,2%)
     Turci (3,8%)
     Nicio identificare (7,87%)
     Altele (1,45%)
La recensământul din 2011, populația orașului Nesebăr era de 10.143 locuitori. Din punct de vedere etnic, majoritatea locuitorilor (87,2%) erau bulgari, cu o minoritate de turci (3,8%). Pentru 7,87% din locuitori nu este cunoscută apartenența etnică.

## Galerie de imagini

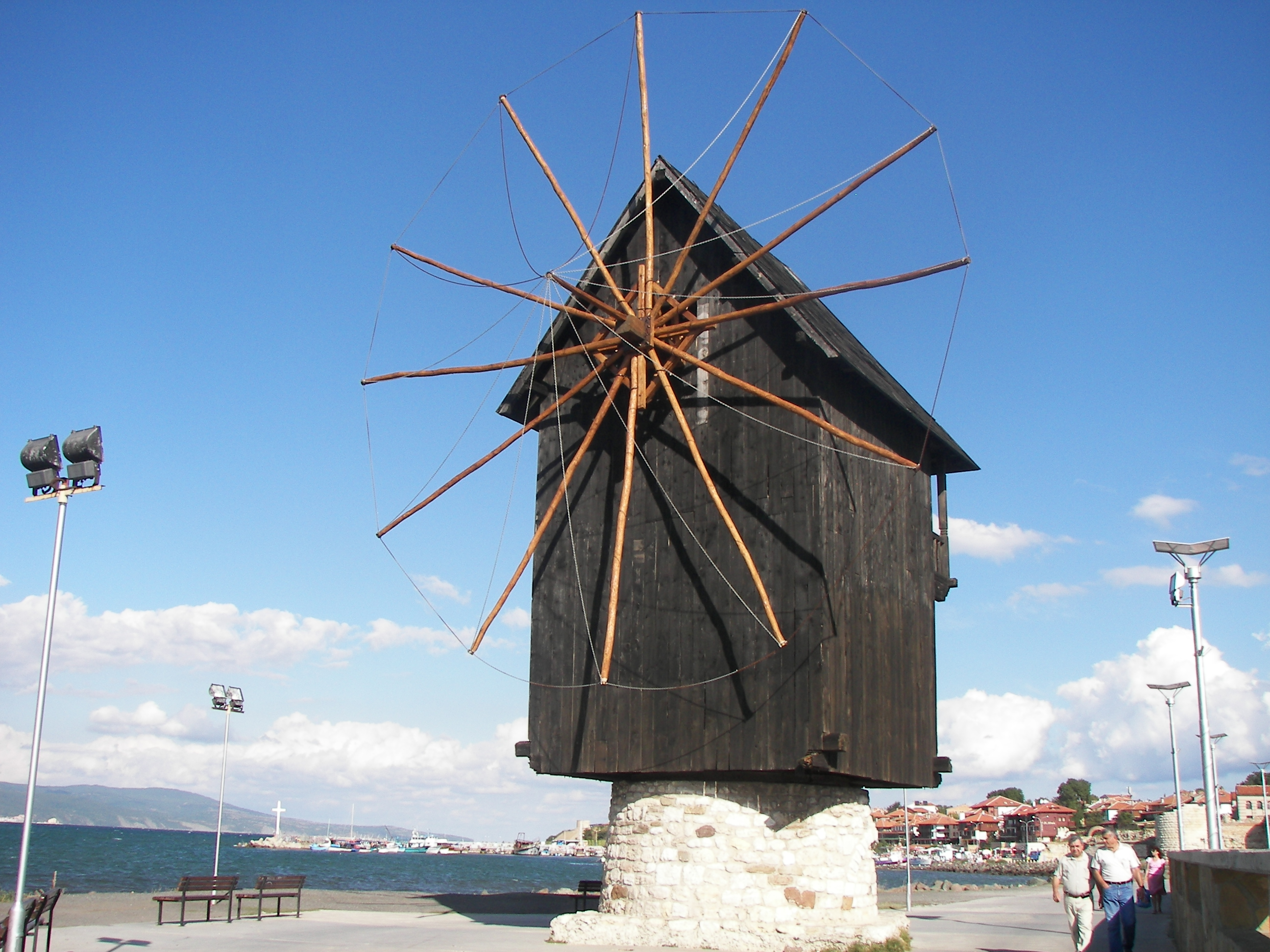
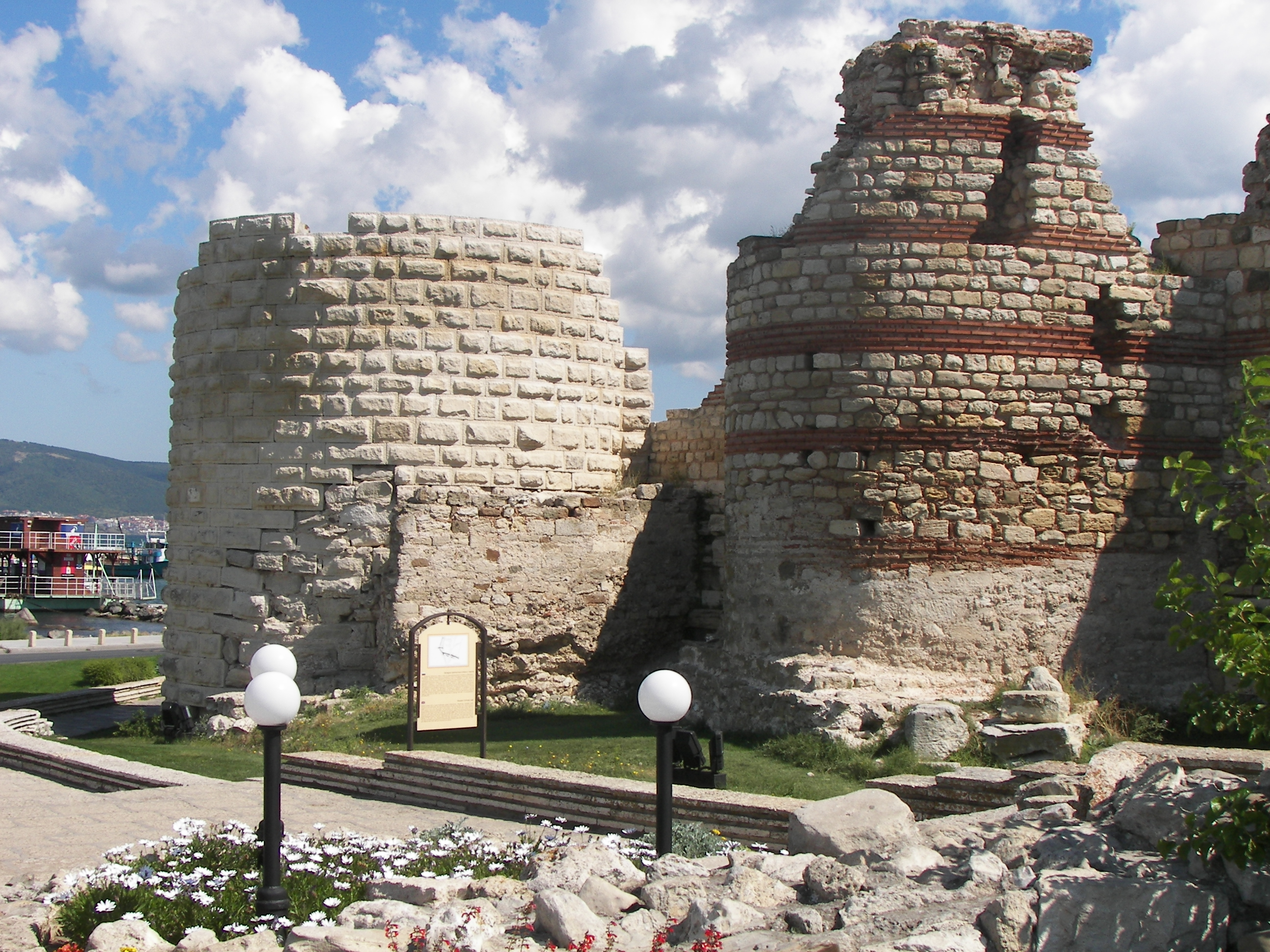
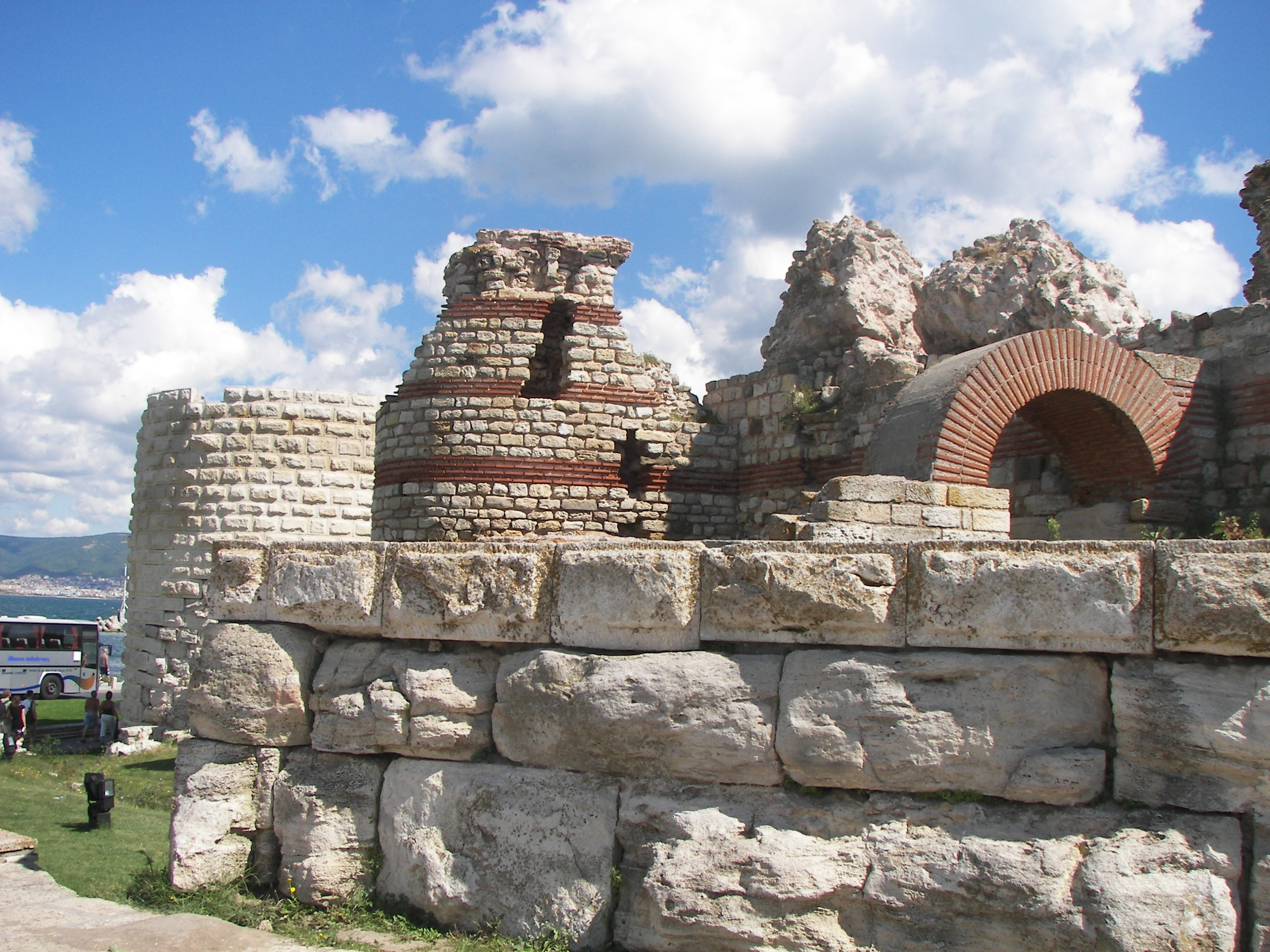
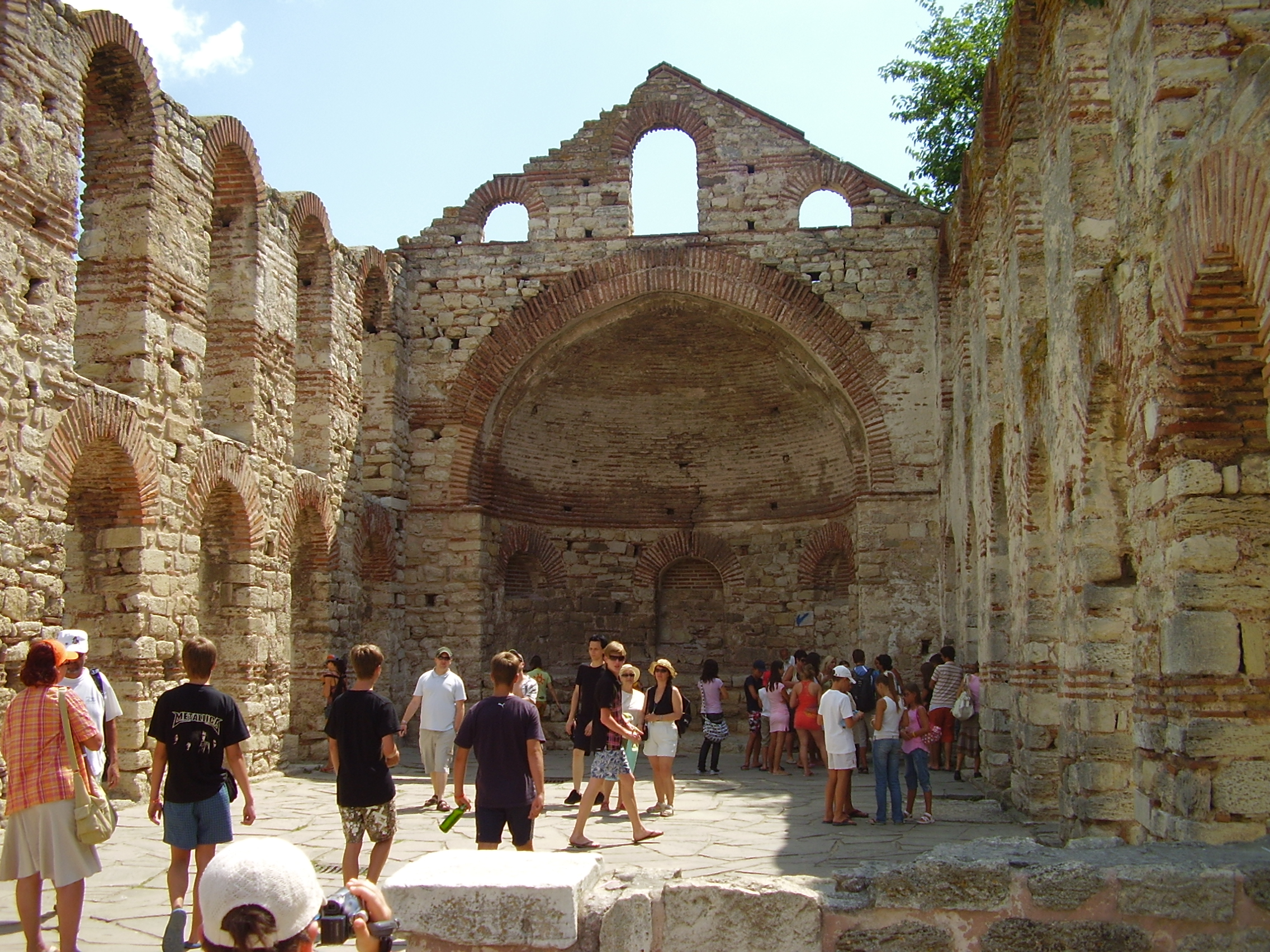
Biserica Sfânta Sofia din Nesebăr
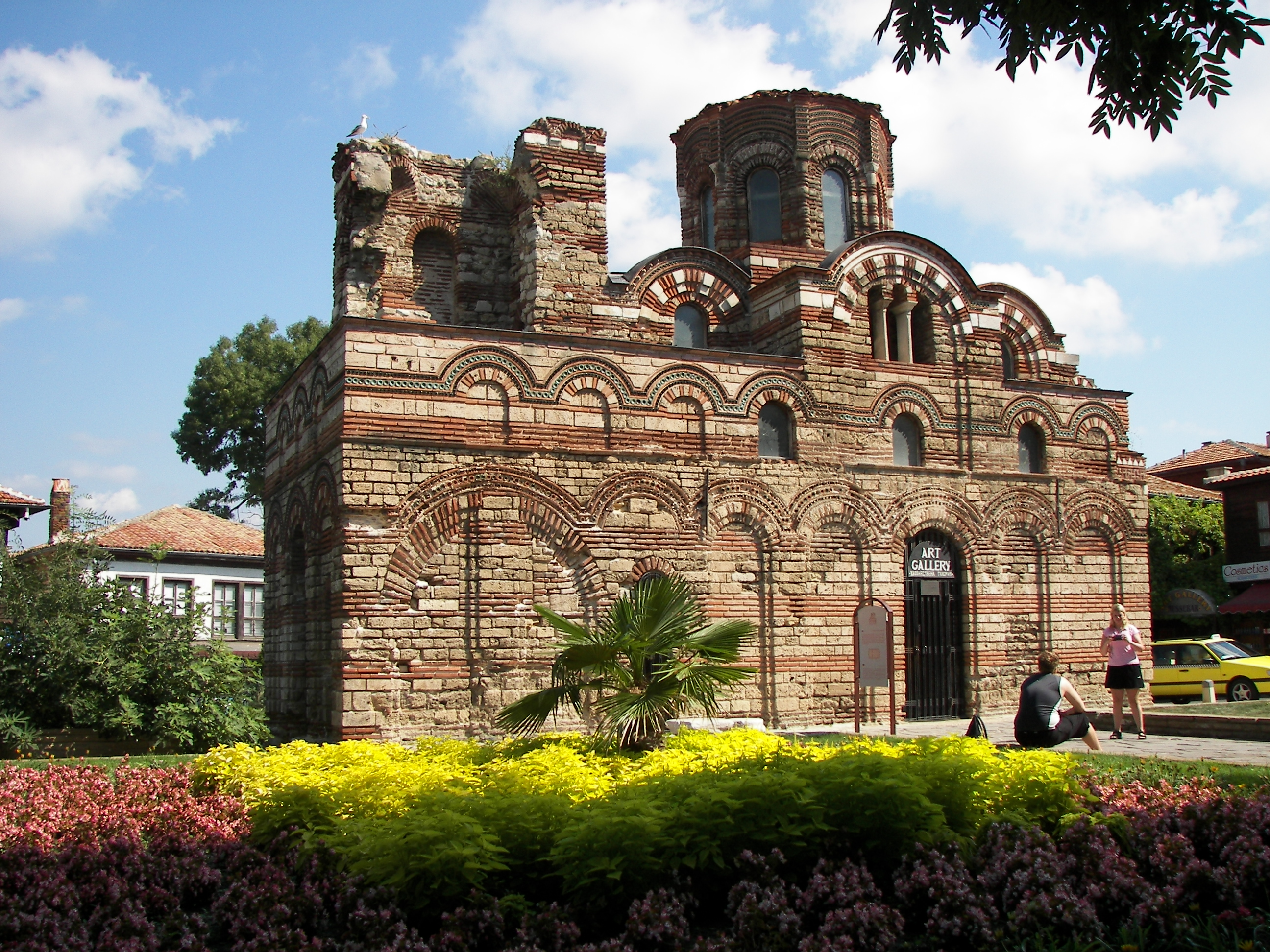
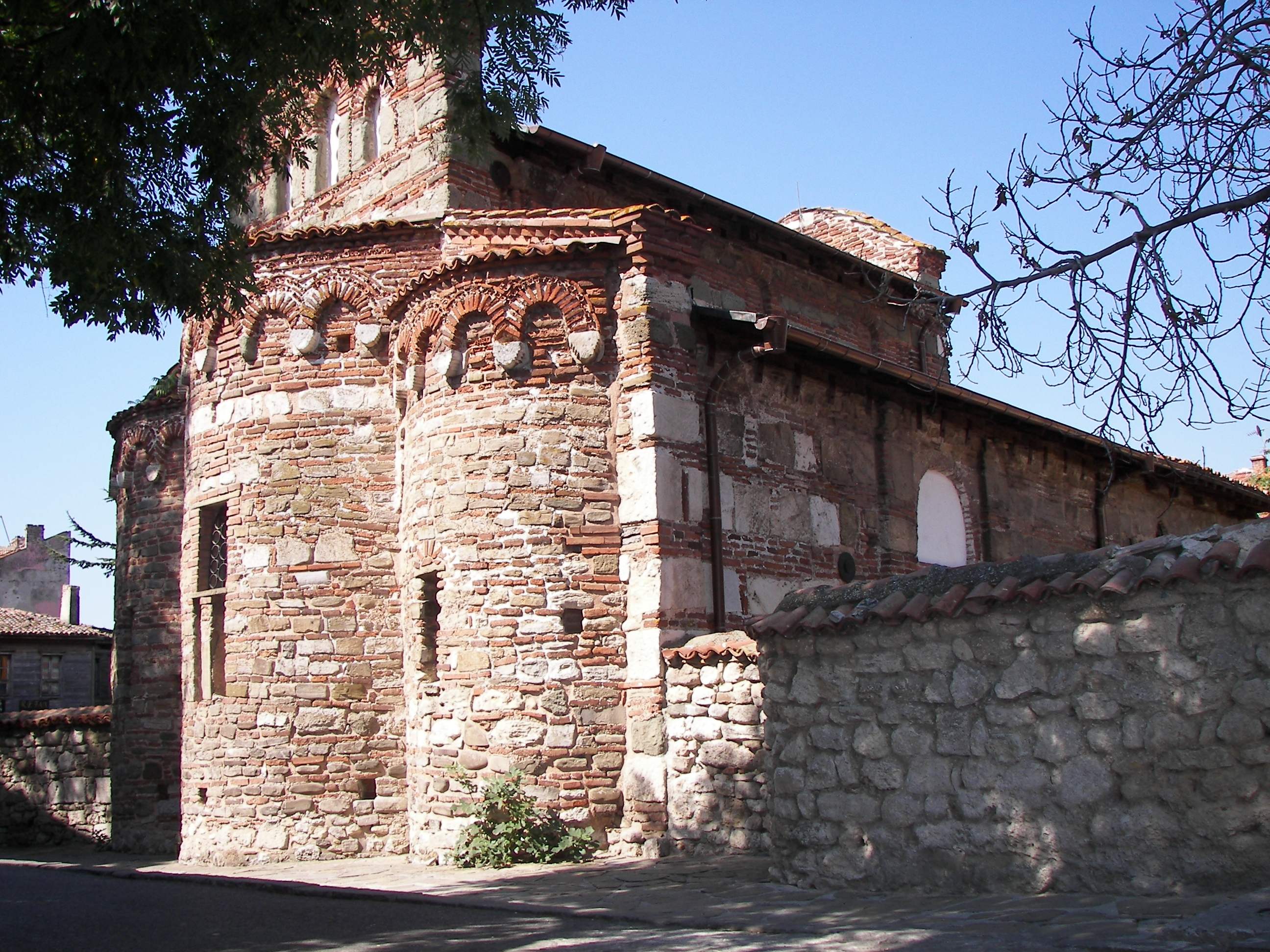
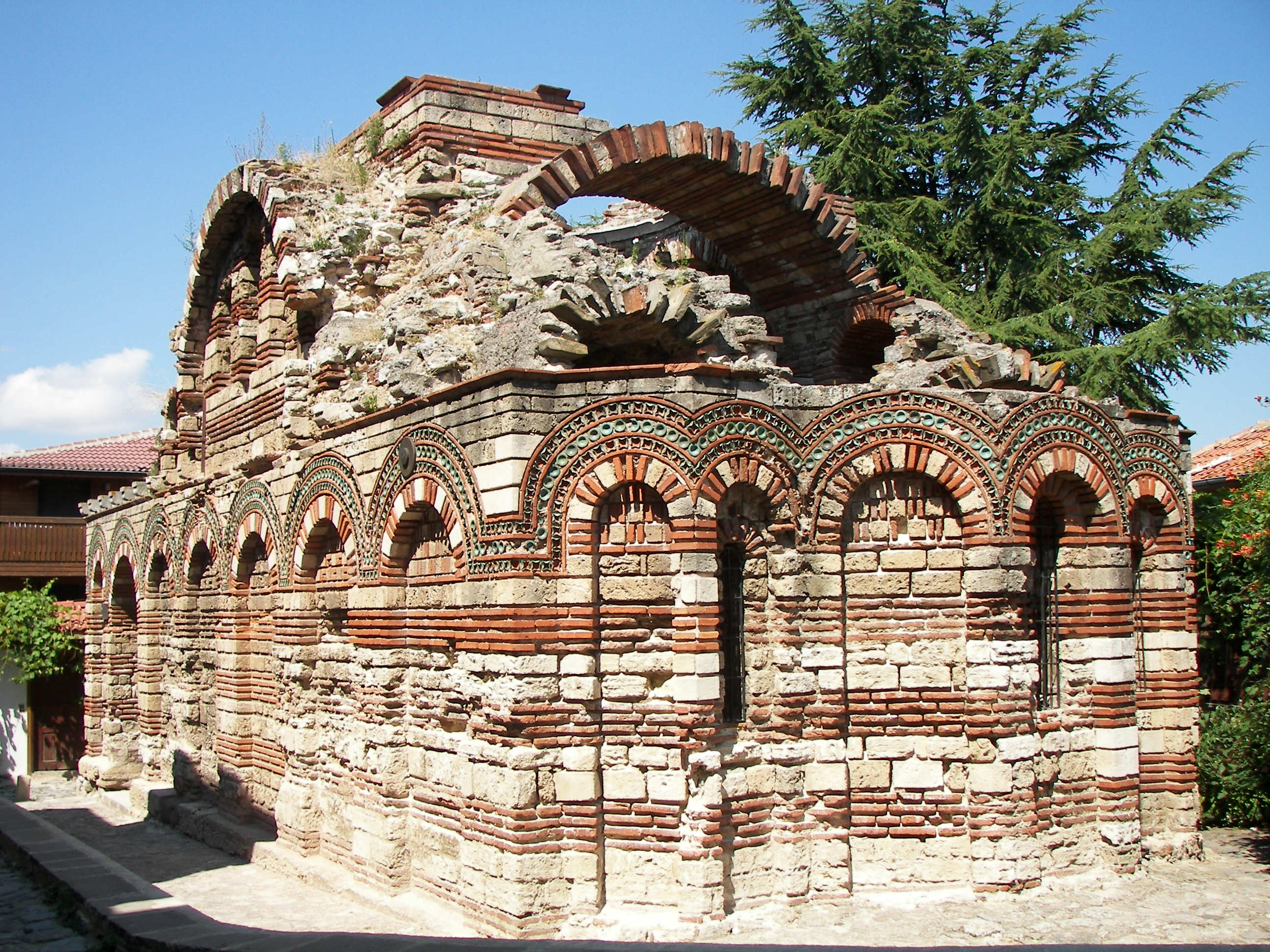
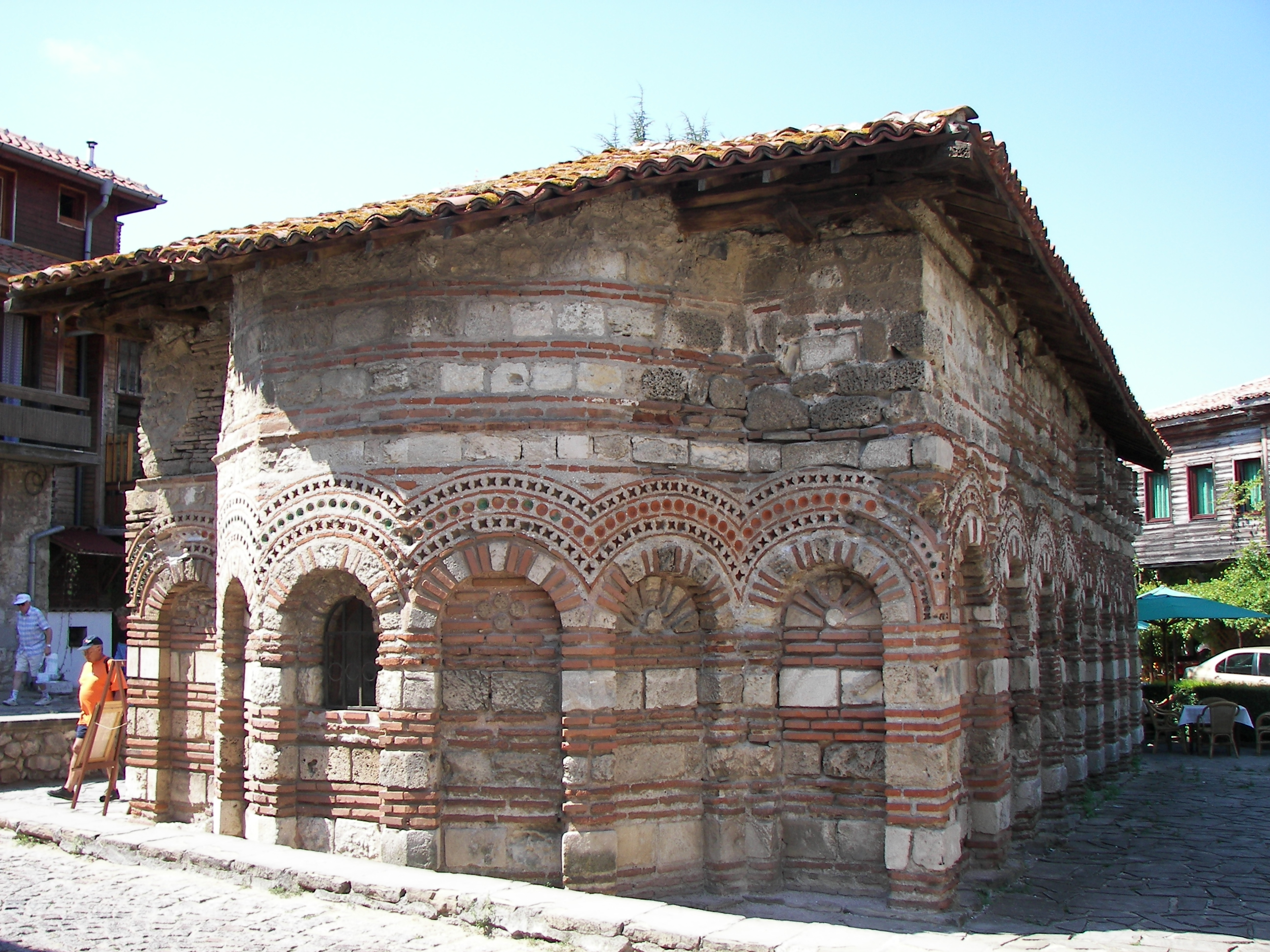
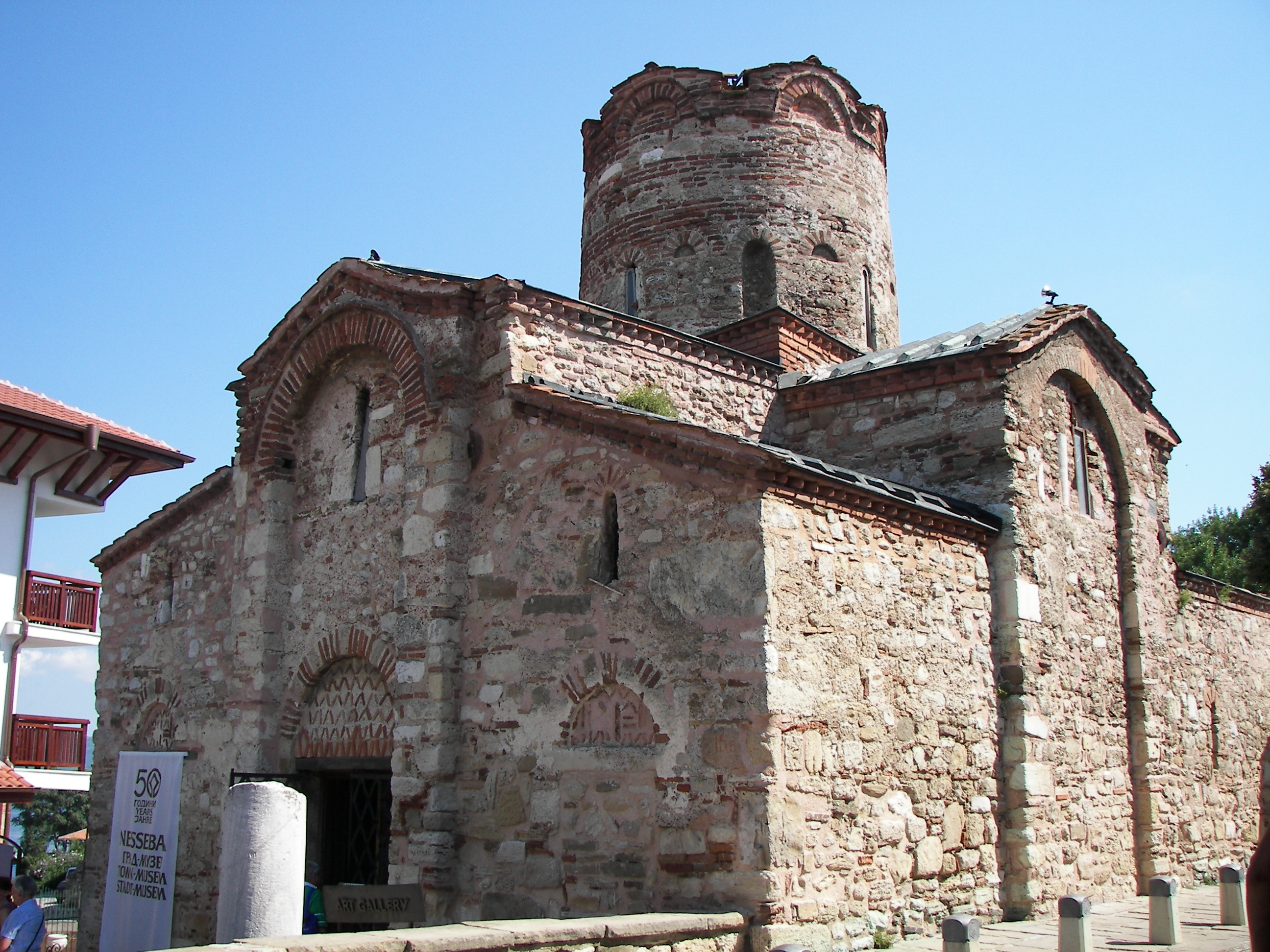
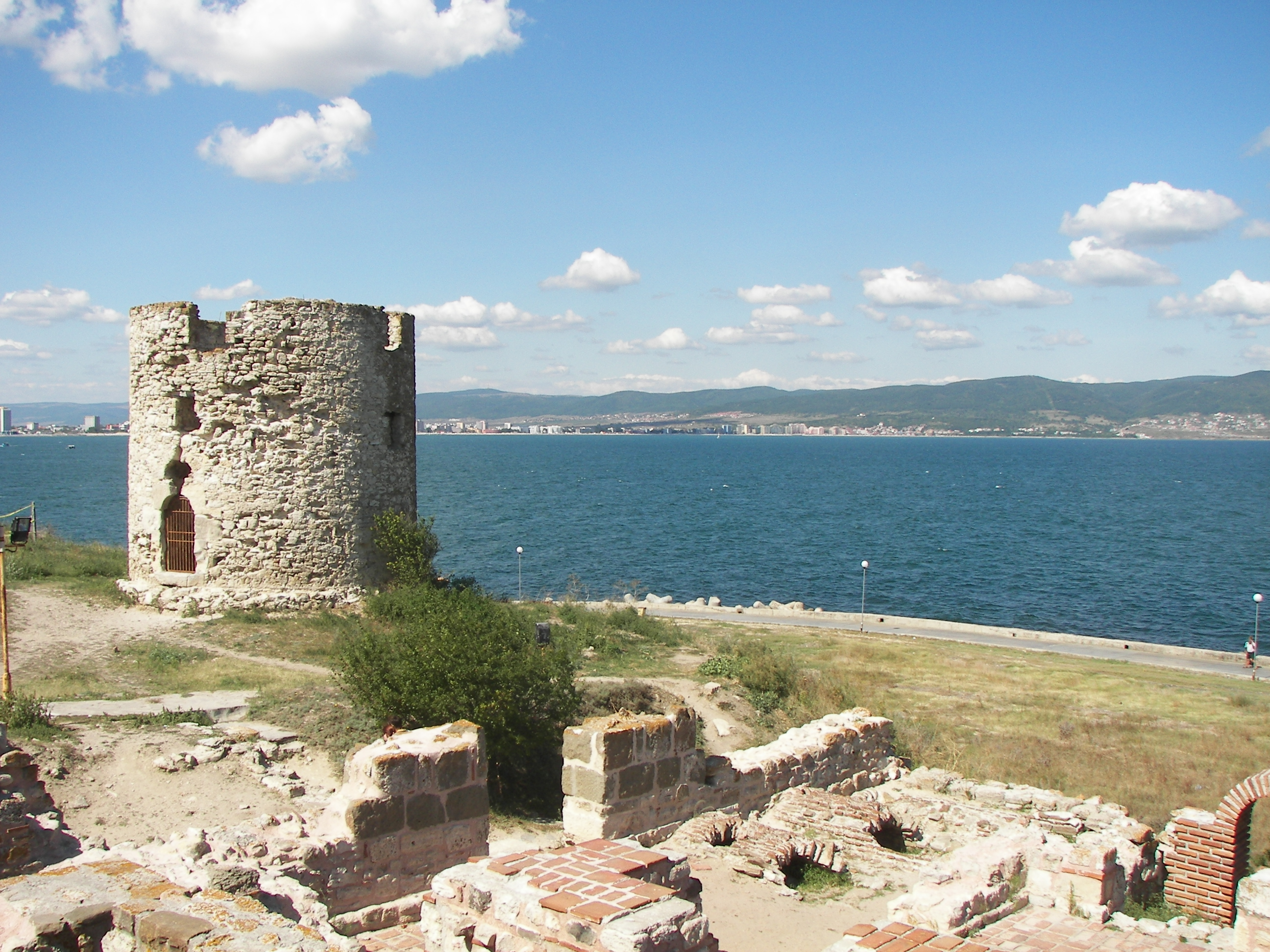